# Adjarra
 (avril 2024).
Si vous disposez d'ouvrages ou d'articles de référence ou si vous connaissez des sites web de qualité traitant du thème abordé ici, merci de compléter l'article en donnant les références utiles à sa vérifiabilité et en les liant à la section « Notes et références ».
Adjarra est une ville et une commune du sud-est du Bénin, préfecture du département de l'Ouémé.

## Géographie
La commune d’Adjarra s'étend sur 112 km2, soit 0,07% du territoire national, elle se trouve à environ 7 km de Porto-Novo, à environ 38 km de Cotonou et à la frontière Bénino-Nigériane à l’Est.
Elle est limitée au Nord par la commune d’Avrankou, au Sud par la commune de Sème-podji et à l’Ouest par la commune de Porto-Novo.
La ville compte six arrondissements : Adjarra I, Adjarra II, Aglogbé, Honvié, Malanhoui et Médédjonou.
Elle compte 48 villages et quartiers de ville. Les Arrondissements d’Adjarra I, Adjarra II et Honvié forment la ville d’Adjarra.

### Climat
La commune d'Adjarra est soumise au climat subéquatorial fortement influencé par le régime soudano-guinéen qui caractérise toute la région Sud-Bénin. Ainsi, la zone géographique d'Adjarra connaît-elle deux saisons de pluies et deux saisons sèches qui s'alternent :
- Une grande saison des pluies allant du mois d'avril au mois de juillet.
- Une petite saison sèche allant du mois d'août au mois de septembre.
- Une petite saison pluvieuse qui couvre les mois d'octobre et de novembre.
- Une grande saison sèche qui couvre la période de Décembre à Mars.

La moyenne des précipitations y oscille entre 1100 et 1200 mm.
Le climat de la commune est aussi caractérisé par une forte humidité (75% en moyenne par an) et des températures variant entre 21,9°C et 32,8°C. De décembre à janvier, la commune connait ordinairement l'harmattan qui est un vent froid et sec qui crée une forte amplitude thermique pendant la journée.

### Relief et sols
La commune d'Adjarra a un relief presque très peu accidenté. Elle est située sur le plateau de Pobè-Sakété dont l'altitude qui est de 100 m en moyenne, décroît pour atteindre 20m à Adjarra. Ce plateau est entaillé par de petites et moyennes dépressions aux pentes très peu marquées. Les dépressions moyennes, au nombre de trois, se rejoignent en une vallée unique entre la Commune et la République Fédérale du Nigeria.
La commune d'Adjarra dispose de trois types de sols :
- les sols des plateaux : sols ferralitiques, de couleur rouge et à texture sablo argileux (terres de barre), ils couvrent environ 80% de la superficie totale de la commune.
- les sols de bas de pente : sols de coloration brun clair, à texture sableuse et faciles à travailler, ils se situent en bordures des bas-fonds marécageux, soit dans des dépressions fermées.
- les sols des bas-fonds : ce sont des sols hydromorphes, argileux, riches en matières organiques, situés dans les zones inondables, surtout dans l'Arrondissement d'Aglogbè.

## Histoire

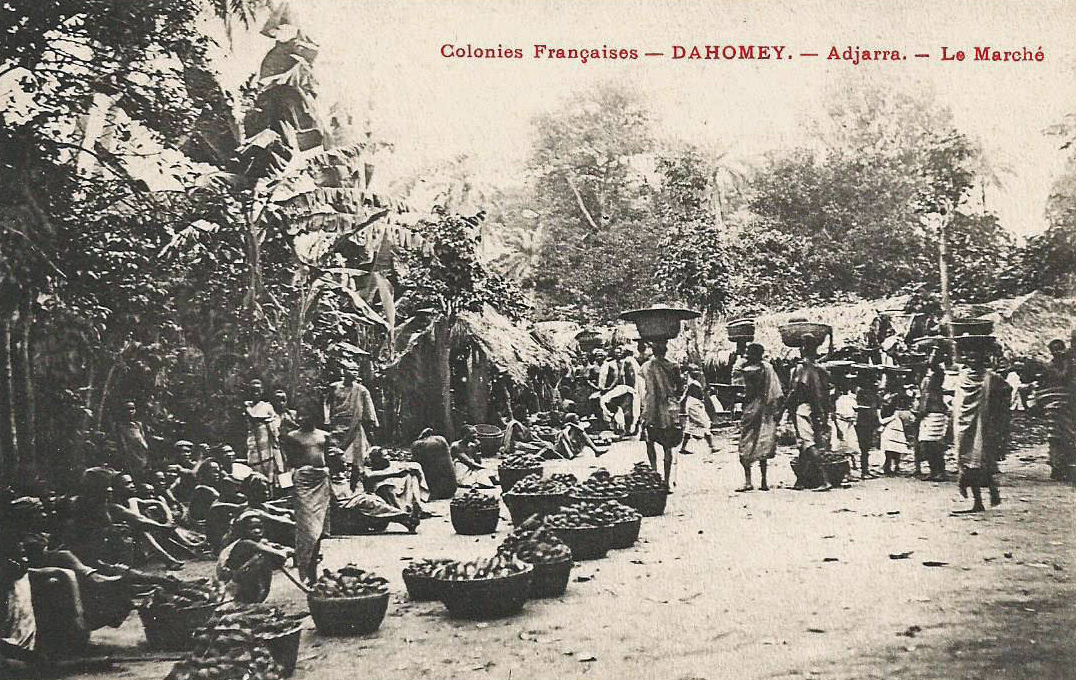
Le marché d'Adjarra (Dahomey).

## Démographie
Lors du recensement de 2013 (RGPH-4), la commune comptait 97 424 habitants.

## Économie
L'économie locale d'Adjarra repose sur les activités agricoles, commerciales, artisanale et de transports. Ces activités se mènent pour la plupart dans un cadre informel qui échappe à tout contrôle. L'environnement s'y prête : proximité du Nigeria, perméabilité des frontières bénino - nigérianes.
Les Adjarranou (habitants d'Adjarra en langue goun) s'investissent à 59 % dans le secteur tertiaire. Ils pratiquent principalement le commerce profitant du grand voisin qu'est le Nigeria. Le second secteur qui mobilise la population d'Adjarra est bien l'industrie manufacturière (19,17%). Il n'existe pas d'entreprise industrielle implantée et immatriculée sur le territoire de la commune d'Adjarra. Par contre, l'artisanat est un élément majeur de la spécificité d'Adjarra notamment en matière d'emploi et de revenu. Quant au secteur primaire, il est pratiqué par 13,33 % de la population.

### Tourisme
La commune d'Adjarra à travers l'artisanat traditionnel et moderne, en plus de ses multiples forêts sacrées, contribuent à l'économie locale. La rivière Noire à Médédjonou et le Musée des masques font partie des attractions touristiques pour les visiteurs,,.

## Flore et faune
Clairsemé, le couvert végétal est dominé par le palmier à huile (Elaeis guineensis), avec également des arbustes, de hautes herbes et parfois des reliques de forêts sacrées. À proximité des marigots, la végétation se diversifie, avec, notamment, le palmier raphia, le bambou, les plantes fourragères.
La faune est composée de petits rongeurs (rat palmiste, souris, écureuil, etc.), d'oiseaux (tels que les perdrix), des varans et d'autres espèces de reptiles.

Spécimens de Légumineuses collectés à Tchakou.
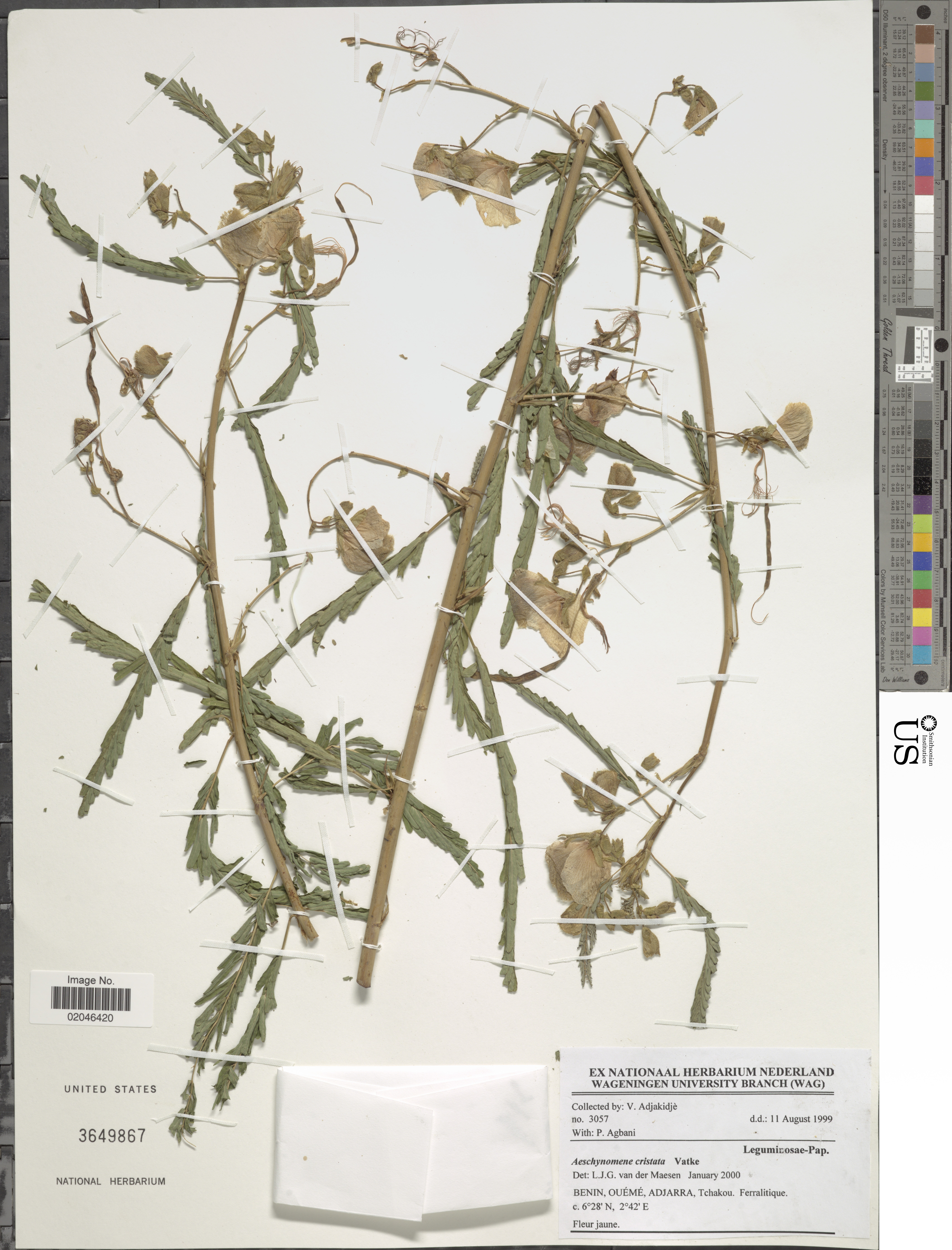
Aeschynomene cristata.
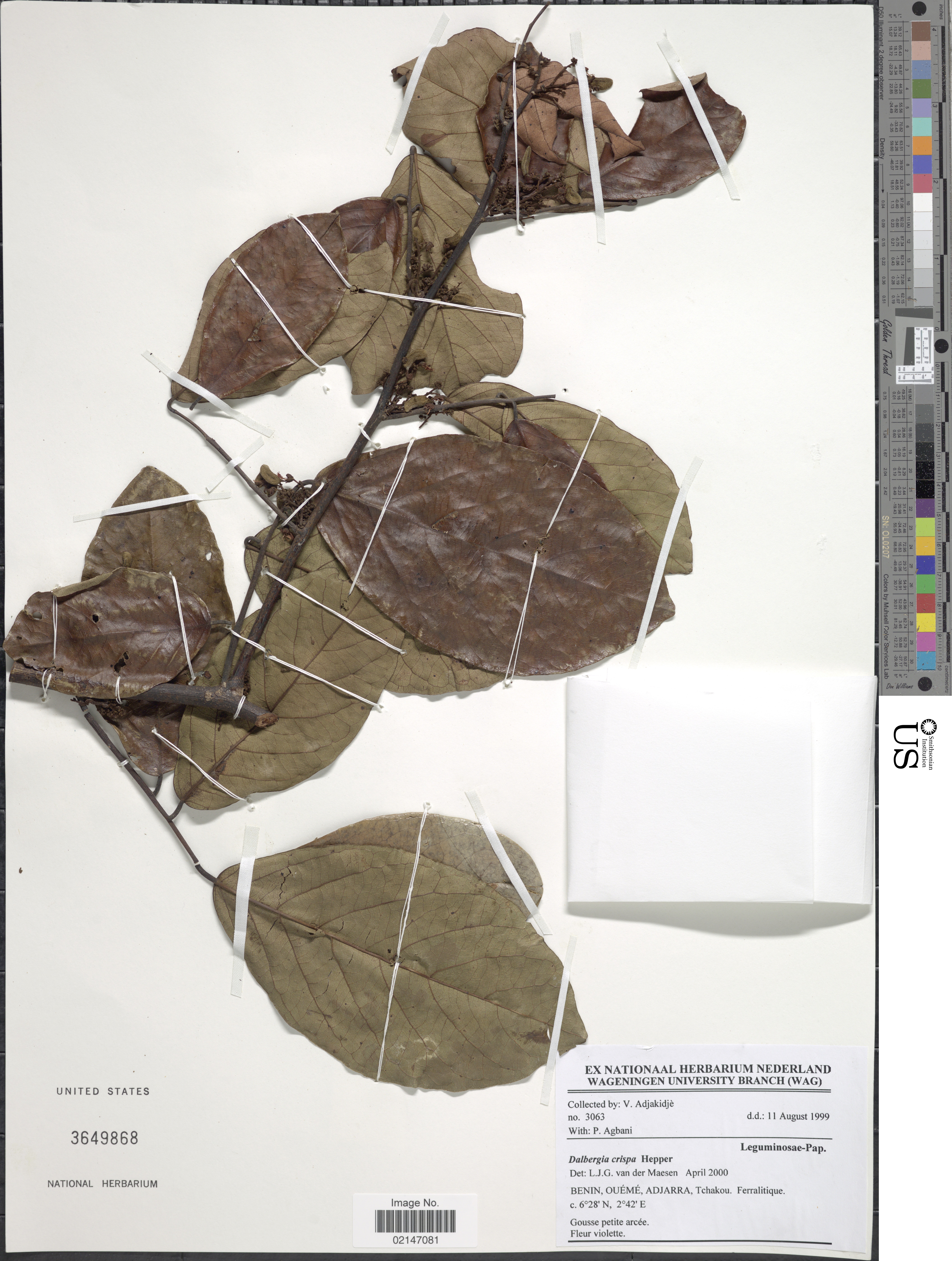
Dalbergia crispa.
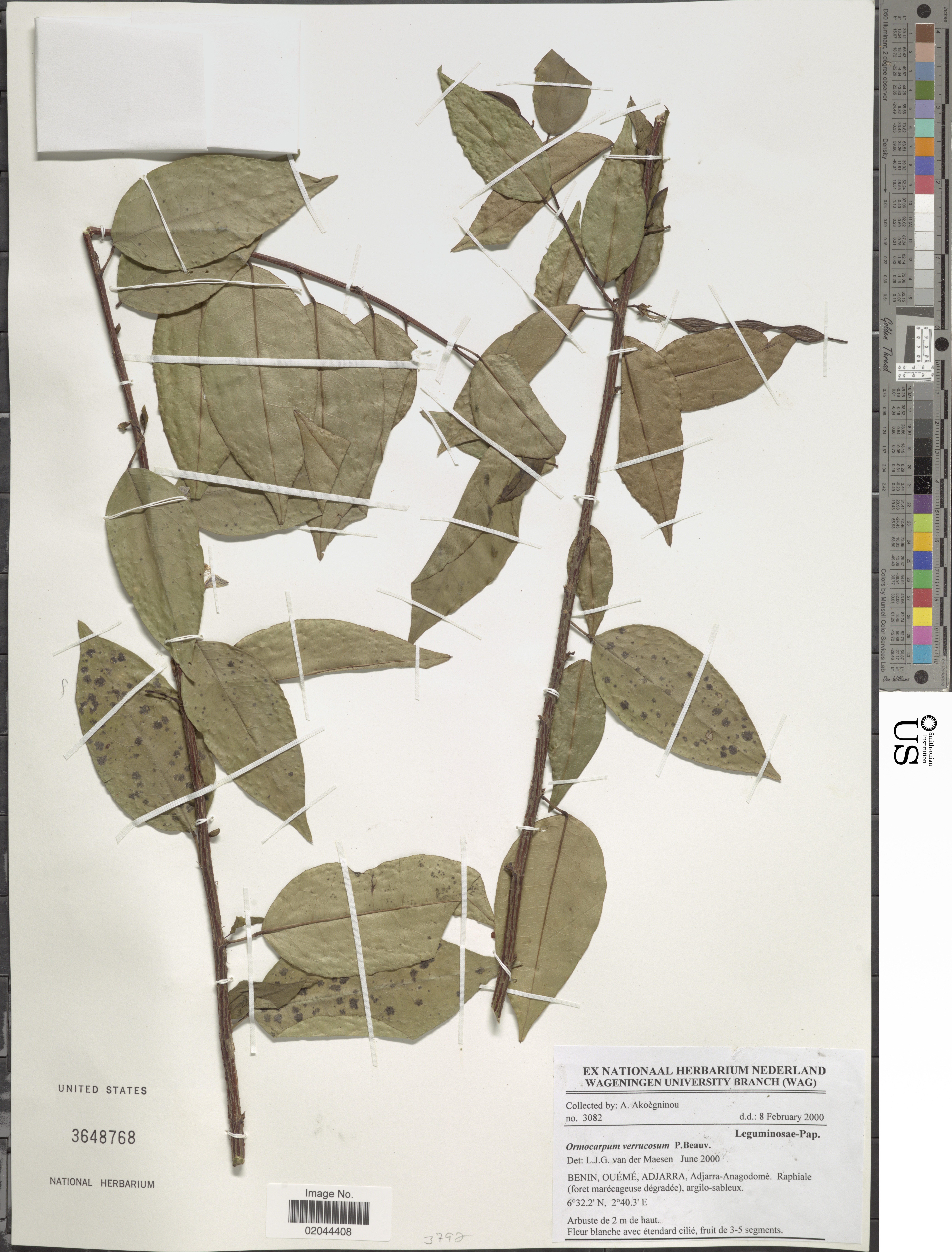
Ormocarpum verrucosum.

## Personnalité politique

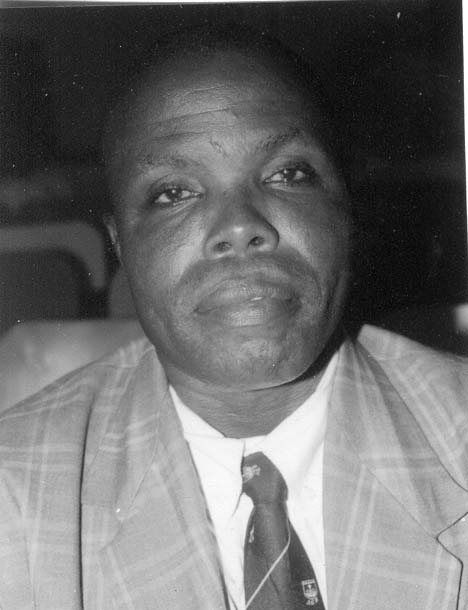
Pierre Vigniavodé
- Nestor Mèvognon TOVIEHOU
- Edmond ZINSOU

- Pierre Vigniavodé